# Michele Carrascosa
Michele Carrascosa (Palermo, 1774. április 11. – Nápoly, 1853. május 10.) spanyol születésű nápolyi hadvezér volt, aki részt vett a napóleoni háborúkban.

## Pályafutása
1796. május 10-én a Nápolyi Királyság lovastisztjeként részt vett az osztrákok oldalán a Lodi csatában Bonaparte Napóleon serege ellen. Az ütközetben megsebesült. 1798-ban tagja volt Karl Mack von Leiberich osztrák tábornok seregének, amely Róma ellen indult. 1799-ben csatlakozott a rövid életű Parthenopéi Köztársasághoz, majd a Bourbonok visszatérése után bebörtönözték, később pedig száműzték.
1808-ban részt vett a francia hadsereg spanyolországi inváziójában. Dandártábornoknak nevezték ki, majd megsebesült, és spanyol fogságba került. Igualadából Domenico Pino tábornok szabadította ki 1809-ben. Joachim Murat nápolyi király 1811-ben bárói címre emelte, majd 1813-ban helytartónak és Nápoly katonai kormányzójának nevezte ki. 1815-ben részt vett Murat harcaiban az osztrákok ellen, április 3-án győzelmet aratott a panarói csatában, majd elfoglalta Modenát, Reggio Emiliát és Carpit. Ő volt a nápolyi hadsereg főparancsnoka, amikor meghatalmazottja, Pietro Colletta aláírta a casalanzai békét az osztrákokkal 1815. május 20-án, amely véget vetett Murat uralmának Nápolyban. 1821-ben Máltára, majd Angliába száműzték. 1848-ban visszatért Nápolyba, és a felsőház tagja lett. Emlékiratai „Mémoires historiques, politiques et militaires sur la révolution du royaume de Naples en 1820” címmel jelentek meg.